# 1 Huculski Pułk Piechoty Morskiej

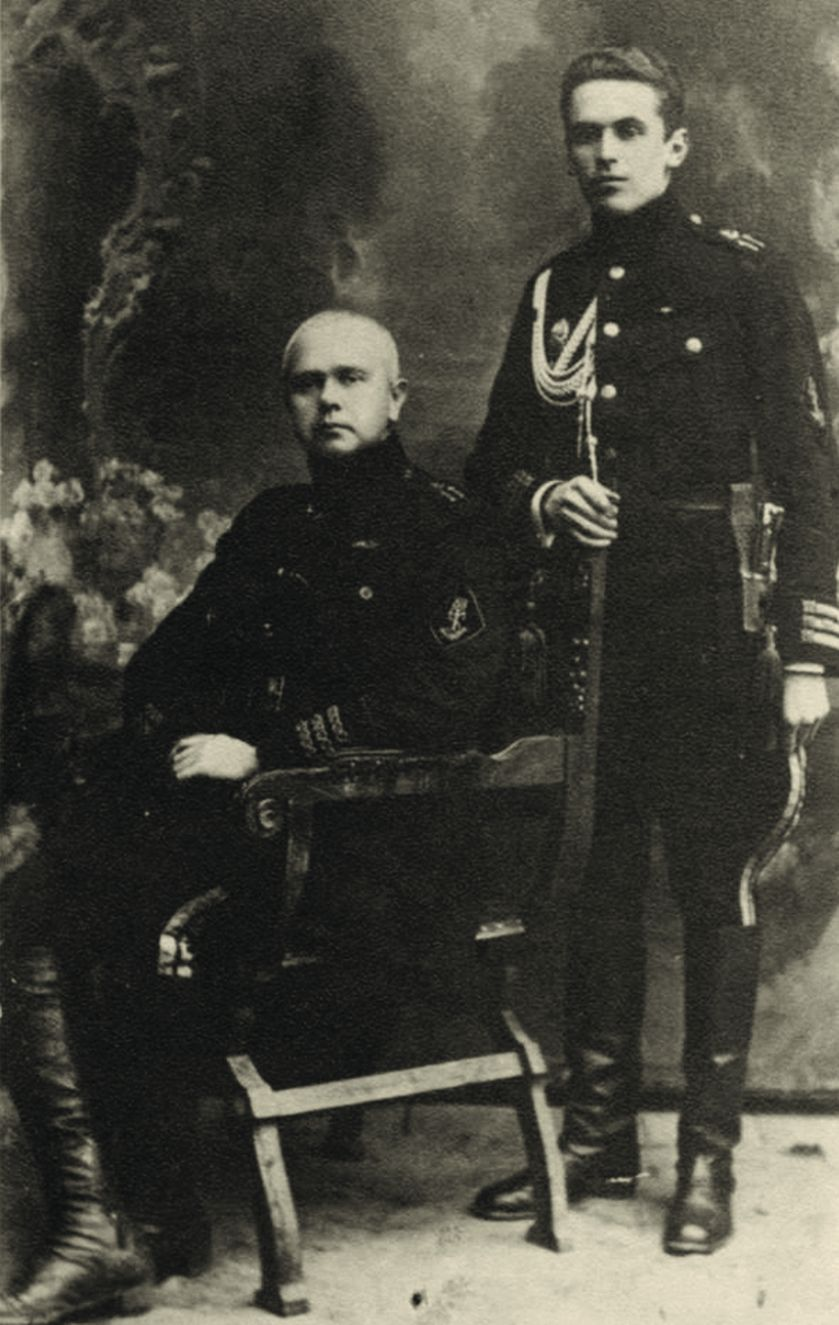
Minister Mychajło Bilinski i Swiatosław Szramczenko w mundurach 1 Huculskiego Pułku Piechoty Morskiej, 1919

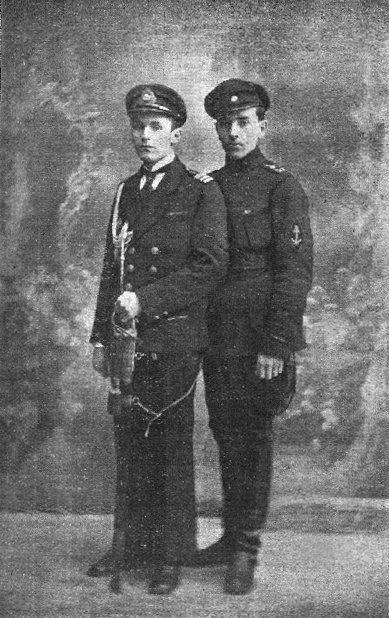
2 żołnierzy 1 Huculskiego Pułku Piechoty Morskiej, 1919

1 Huculski Pułk Piechoty Morskiej (ukr. 1-й Гуцульський полк морської піхоти) – jednostka wojskowa piechoty morskiej Armii Czynnej Ukraińskiej Republiki Ludowej w latach 1919–1920.
Po przejęciu władzy na Ukrainie przez atamana Semena Petlurę minister marynarki wojennej Mychajło Bilinski przedstawił koncepcję utworzenia obrony nadbrzeżnej wybrzeża Morza Czarnego. Ministerstwo wiosną i latem 1919 r. rozpoczęło formowanie trzech pułków piechoty morskiej: 1 Huculskiego Pułku Piechoty Morskiej, 2 Pułku Piechoty Morskiej i 3 Huculskiego Pułku Piechoty Morskiej, mających wchodzić w skład 1 Dywizji Piechoty Morskiej. 1 Huculski Pułk Piechoty Morskiej formowano w Winnicy, po czym przeniesiono go do Kołomyi i na końcu do Brodów.  Zmobilizowano do niego mieszkańców z obwodu stanisławowskiego. Ponieważ jednak mobilizacja nie w pełni się udała, M. Bilinski postanowił uzupełnić stan liczebny pułku Hucułami, którzy zajmowali się spławianiem drewna górskimi rzekami. Kadrę stanowili Ukraińcy z Galicji, służący podczas I wojny światowej w marynarce wojennej Austro-Węgier. Na czele pułku stanął sotnik Wołodymyr Hempel. Żołnierze piechoty morskiej nosili czarne mundury. W czerwcu pułk trafił na front, biorąc udział w walkach z prowadzącymi ofensywę wojskami bolszewickimi pod Wołoczyskami. Do końca roku Ukraińcy toczyli ciężkie walki. W grudniu 1919 r. pułk brał udział w I pochodzie zimowym wojsk gen. Mychajły Omelianowicza-Pawlenki. Zdobyto Winnicę i Odessę. Od końca kwietnia 1920 r. pułk uczestniczył w ofensywie polsko-ukraińskiej. Pod wpływem ofensywy bolszewickiej pułk wraz z pozostałymi wojskami ukraińskimi wycofywał się na zachód. 21 listopada wykrwawiony pułk w sile zaledwie kompanii przeszedł Zbrucz, przekraczając granicę z Polską. Ukraińcy zostali internowani.

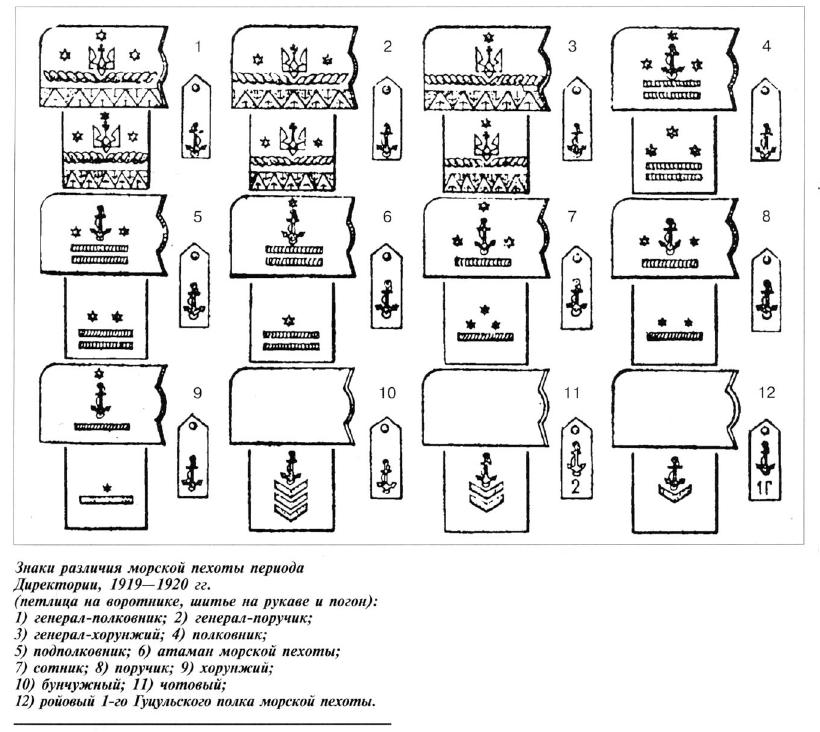
Znaki na mundurach ukraińskiej piechoty morskiej

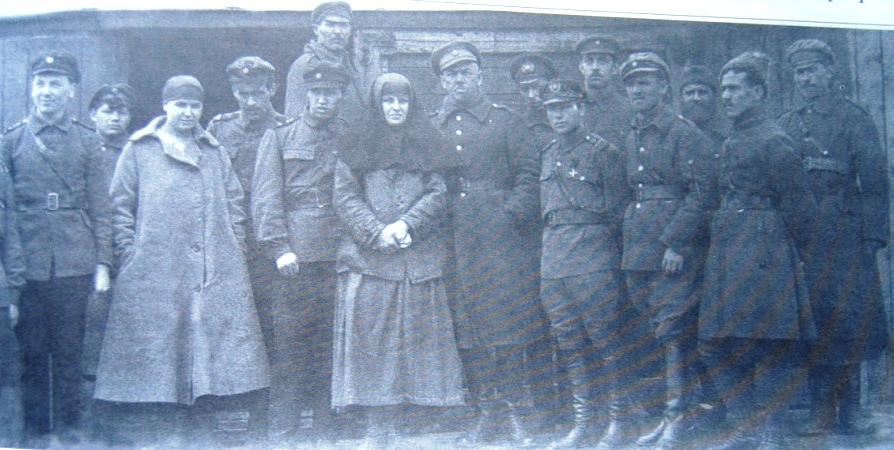
Internowani w Polsce żołnierze ukraińskiej piechoty morskiej, 1920